# Hanka Paldum
Hanka Paldum (Čajniče, 28. april 1956) bosanskohercegovačka je pevačica.

## Počeci
Kada je imala sedam godina, sa porodicom se preselila u Sarajevo. U osnovnoj školi je često nastupala kao solista na školskim priredbama, pevajući sevdalinke. Sa 18 godina prijavila se i prošla na audiciji Radio Sarajeva, gde je napravila prve snimke. Pobeda na festivalu amatera pevača „Pevajmo danu mladosti” donela joj je snimanje prve singl ploče.

## Karijera
Veću pažnju javnosti privukla je pesmom Voljela sam oči nevjerne koja je postala veliki hit u tadašnjoj Jugoslaviji. Nedugo nakon toga nastupila je na Ilidžanskom festivalu sa pjesmom Ja te pjesmom zovem koju je posvetila svom dečku, Muradifu Brkiću koji se nalazio na odsluženju vojnog roka.
Godine 1976. udala se za Brkića, a zatim je kao gost nastupala na jugoslovenskoj turneji Mehe Puzića. Sa suprugom je osnovala diskografsku kuću „Sarajevo Disk” za koju je snimala grupa Vatreni poljubac i tada je upoznala vođu tog rok sastava Milića Vukašinovića. Nove standarde u folk muzici napravila je pesmom Voljela sam, voljela, koju je komponovao Vukašinović, spajajući dva različita muzička pravca — folk i rok. Pesma je postala ogroman hit, a ubrzo je izašao njen prvi album Čežnja. Muzičkim kritičarima je bilo neprihvatljivo ubacivanje rok elemenata u narodnu muziku, ali publici se album dopao i oborio sve rekorde prodavanosti, a mnoge pesme u folk-rok maniru privukle su i one koji nisu ranije slušali narodnu muziku. Pesma Crne kose izdvaja se kao najveći hit sa tog albuma, a Hanka je dobila nagradu Oskar popularnosti za pevačicu godine. Prvi solistički koncert je održala u Beogradu, u Domu sindikata, odakle je krenula na veliku jugoslovensku turneju. Nastavila je saradnju sa Milićem Vukašinovićem koji je autor svih pesama na njenom drugom albumu Sanjam, koji se pojavio u prodaji sredinom 1982. godine. Album je prodat u tiražu preko milion i po primeraka, a najveći hit sa tog albuma postala je pesma Ja te volim. Usledila je turneja širom Jugoslavije i nastupi na festivalima „MESAM” i „Ilidža” i ponovo nagrada Oskar popularnosti, ovaj put za album godine.
Zadivljene njenim uspehom, muzičke produkcijske kuće su počele da se utrkuju za objavljivanje njenog novog albuma. Ona je prihvatila ponudu beogradske kuće Jugodisk, a za taj transfer iz jedne u drugu produkcijsku kuću je potpisala najveći estradni novčani ugovor u SFRJ. Jugodisk je izdao album Dobro došli prijatelji na kojem je ponovo kompletan autor muzike i teksta Milić Vukašinović. Usledio je nastup na MESAM-u sa pesmom „Pamtim još“ i album Tebi ljubavi. Sa novim album išao je i novi imidž koji je dosta podsećao na Kim Vajld.
Godine 1985. počela je saradnju sa orkestrom Južni vetar i snimila album Nema kajanja na kojem je dominirao čist folk zvuk uz harmoniku kao glavni muzički instrument. Kompozitor većine pesama je Miodrag M. Ilić. Saradnju sa Milićem Vukašinovićem je obnovila 1986. godine kada je odnela pobedu na festivalu Vogošća sa pesmom Bolno srce i izdala istoimeni album. Na tom albumu uvrstila je sevdalinku Sjećaš li se djevo bajna uz pratnju poznatog harmonikaša Milorada Todorovića. Usledili su manje uspešni albumi Gdje si dušo i Kani suzo izdajice.
Nastupom na MESAM-u 1990. godine najavila je novi album Vjetrovi tuge koji je izašao za Diskoton, sa kojeg se izdvojila istoimena numera kao i pesma Sa, Sa, Sarajevo. TV Sarajevo je snimilo muzičke spotove za sve pesme sa tog albuma. 1991. godine je dobila poziv od reditelja Benjamina Filipovića da se pojavi u filmu Praznik u Sarajevu.
U aprilu 1992. godine u Sarajevu pojavila se pred skupštinom na građanskom protestu protiv rata. Ratne godine provela je u opkoljenom Sarajevu, a 1993. bila je u žiriju izbora za mis opkoljenog Sarajeva. Po završetku rata, 1996. godine održala je solistički koncert u dvorani Vatroslav Lisinski u Zagrebu. Dvadesetogodišnjicu svog rada obeležila je 1999. nizom koncerata u dvorani „Bosanskog kulturnog centra” u Sarajevu, a iste te godine je izdala album Nek’ je od srca na kojem su autori pesama Hari Varešanović, Alka Vuica, Amir Kazić Leo i drugi. Najveći hitovi sa tog albuma su pesme Svaka rijeka moru stići će i Crni snijeg, duet sa Harijem Varešanovićem.
Album Džanum je izašao 2001. godine, a objavila ga je i za područje Srbije. Godine 2003. je izašao album S kim si takav si, a 2004. je dobila Zahvalnicu grada Sarajeva za lično zalaganje i doprinos u oblasti kulture grada. U novembru iste godine je održala solistički koncert u sarajevskoj Zetri. Krajem 2006. objavila je album Žena kao žena na kojem se može uočiti dosta gitarskih elemenata. Jedan od autora na tom albumu je i Milić Vukašinović.

## Festivali
- 1974. Ilidža — Vrbas
- 1975. Ilidža — Ja te pjesmom zovem
- 1975. Jugoslovenski festival Pariz — Živim za nas dvoje
- 1977. Ilidža — Sve je prošlo kao pjesma
- 1979. Ilidža — Odreću se i srebra i zlata
- 1981. Ilidža — Čežnja
- 1984. MESAM — Pamtim još
- 1986. Vogošća, Sarajevo — Bolno srce, pobednička pesma
- 1987. Ilidža — Ne kuni ga majko, druga nagrada stručnog žirija
- 1987. Ilidža — Gledala sam sa prozora (Veče posvećeno kompozitoru Jozi Penavi)
- 1987. Vogošća, Sarajevo — Avlije, avlije
- 1988. Vogošća, Sarajevo — Da sam te manje voljela
- 1989. Ilidža — Kome da poklonim noći
- 1989. Vogošća, Sarajevo — Vjetrovi tuge, prva nagrada publike, stručnog žirija i novinara
- 1990. Vogošća, Sarajevo — Pokloni mi noćas dušu, treća nagrada publike
- 1991. MESAM — Vjetrovi tuge
- 2006. Bihać - Ja nemam snage (duet sa Don Almirom, veče zabavne muzike), prva nagrada publike
- 2009. Bihać — Odeš li (Veče narodne muzike)
- 2011. Zlatne žice Slavonije, Pоžega — Što svaka žena sanja (duet sa Hari Mata Harijem)
- 2013. Zlatne žice Slavonije, Pоžega — Zlatne žice
- 2018. Ilidža — Pjesma velikanima (Veče velikana narodne muzike)
- 2018. Etnofest, Neum — Nisam te zaboravio, nisam te zaboravila (duet sa Ivanom Martićem)
- 2019. Ilidža — Jedna si jedina (Veče velikana narodne muzike)
- 2019.  — solistički nastup
- 2020. Ilidža — Ljubav svih vremena (Veče velikana narodne muzike)
- 2020. Festival sevdalinke TK, Tuzla — Zaplakala šećer Đula / Pamtim još (Gošća revijalne večeri festivala)
- 2021. Festival sevdalinke Sevdalinko, u srcu te nosim, Tuzla — Ja te pjesmom zovem / Tebi, majko, misli lete (Revijalno veče festivala)
- 2022. Sevdah fest, Bihać — Niko kao majka
- 2022. Festival sevdalinke Sevdalinko, u srcu te nosim, Tuzla — Pokraj puta rodila jabuka / Ko ti, kćeri, pokida đerdane (Revijalno veče festivala)
- 2023. Ilidža — Pamtim još / Ja te pjesmom zovem, revijalno veče festivala
- 2024. Ilidža — Dobro došli u Sarajevo (Revijalno veče festivala Zlatni mikrofon)
- 2024. Festival sevdalinke, Tuzla - Ja te pjesmom zovem, gošća revijalne večeri festivala

## Zanimljivosti
Hanka Paldum je snimila je mnoštvo pesama za arhiv Radio Sarajeva, od kojih je najpoznatija njena interpretacija pesme Stade se cvijeće rosom kititi. Ona se u Bosni i Hercegovini danas smatra kraljicom sevdaha. Veliki je prijatelj bila sa pokojnim Mehom Puzićem, sa kojim je i snimila poznatu duetsku pesmu Hajde dušo da ašikujemo. Imala je kuću u beogradskom naselju Bežanijska kosa koju je prodala krajem 1990-ih. Godinama živi u svojoj kući koja se nalazi u samom centru Sarajeva, blizu Sarajevske pivare.

## Diskografija

### Singlovi
- Burmu ću tvoju nositi / Ljubav žene (1973)
- Još te volim / Živim za nas dvoje (1974)
- Sve sam tebi dala / Voljela sam oči nevjerne (Zelene oči) (1974)
- Ja te pjesmom zovem / Pokraj puta rodila jabuka (1975)
- Plakat ću danas, plakat ću sutra / Ne vraćaj se više (1975)
- Procvala ruža / Sunce grije (1975)
- Vojnik na straži / Vrbas (1976)
- Sve je prošlo kao pjesma / Gdje si srećo (1977)
- Ti si mi sve / Dosta je bilo ljubavi (1978)
- Voljela sam, voljela / Ispijmo jednu čašu (1979)
- Odreću se i srebra i zlata / Potraži sreću (1979)
- Nikad više / Kamo sreće da ga nisam srela (1981)
- Sanjam / Uzalud mi tražiš oproštaj
- Ja te volim / Nikog nema, pomoć kad ti treba (1982)

### Albumi
- Iz Bosanske sehare (1979)
- Sjajna zvijezdo – Narodni melos Bosne i Hercegovine (1980)
- Čežnja (1980)
- Sanjam (1982)
- Dobro došli prijatelji (1983)
- Tebi ljubavi (1984)
- Nema kajanja (1985)
- Bolno srce (1986)
- Gdje si dušo (1988)
- Kani suzo izdajice (1989)
- Vjetrovi tuge (1990)
- Najljepše pjesme iz umjetnićke radionice (1992)
- Uzalud behari mirišu (1992)
- Stežem srce (1995)
- Nek’ je od srca (1998)
- Džanum (2001)
- S kim si, takav si (2003)
- Žena kao žena (2006)
- Sevdahom kroz vrijeme (2007)
- Hanka Uživo (2007)
- Sevdah je ljubav (2008)
- Što svaka žena sanja (2013)

## Spoljašnje veze
- Zvanični veb-sajt